# Gnötteln
Gnötteln är en sjö i Hultsfreds kommun i Småland och ingår i Emåns huvudavrinningsområde. Sjön är 4 meter djup, har en yta på 1,75 kvadratkilometer och är belägen 102 meter över havet. Sjön avvattnas av vattendraget Gnöttlebäcken.

## Delavrinningsområde
Gnötteln ingår i det delavrinningsområde (637605-150562) som SMHI kallar för Utloppet av Gnötteln. Medelhöjden är 120 meter över havet och ytan är 7,57 kvadratkilometer. Det finns inga avrinningsområden uppströms utan avrinningsområdet är högsta punkten. Gnöttlebäcken som avvattnar avrinningsområdet har biflödesordning 3, vilket innebär att vattnet flödar genom totalt 3 vattendrag innan det når havet efter 114 kilometer. Avrinningsområdet består mestadels av skog (51 procent) och jordbruk (17 procent). Avrinningsområdet har 1,73 kvadratkilometer vattenytor vilket ger det en sjöprocent på 22,9 procent.